# Chesterfield (Tennessee)
Chesterfield – jednostka osadnicza w Stanach Zjednoczonych, w stanie Tennessee, w hrabstwie Henderson.